# Entephria atrofasciata
Entephria atrofasciata là một loài bướm đêm trong họ Geometridae.